# Vildhästarna
Vildhästarna är ett seriealbum om pälsjägaren Buddy Longway. Utgiven i original 1978 och på svenska 1979. Svensk text av Sture Hegerfors.

## Handling
Det är vinter och Chinooks bror Snabba Hjorten kommer till deras hus och berättar att Stora Björnen, Chinooks far, ligger för döden. Chinook och Jeremias reser nästa dag till stammen med Snabba Hjorten. Buddy och lilla Kathleen stannar kvar i stugan.
De behöver kött och rider ut på jakt, men hästen fastnar i en spricka som inte syntes under snön. De tvingas slå läger för natten. En flock vildhästar har under natten fått loss Buddys häst, men när Buddy försöker hämta den från flocken tvingar andra hästar i flocken den att stanna. Buddy står nu utan häst med ett litet barn mitt ute i snöig terräng.
De möter en mexikanare som förföljer flocken för att döda dem allihop som hämnd på att ledaren för flocken dödade hans bror. Nästa morgon hittar Buddy mexikanarens häst i flocken och hittar sedan mexikanaren själv ihjälfrusen. Buddys häst får nu lämna flocken och de återvänder hem.
Under tiden har Stora Björnen pratat med Jeremias om att det flyter två blod i hans ådror och att det kan orsaka honom problem.

## Återkommande karaktärer
- Snabba Hjorten, Chinooks bror
- Stora Björnen, Chinooks far